# Star Wars (serietidning)
Star Wars var en svensk serietidning som gavs ut åren 1996-2005, först av Semic Press och därefter av Egmont Serieförlaget.

## Nummer
- [nr1, -96] - Stjärnornas Krig
- [nr2, -96] - Rymdimperiet slår tillbaka
- [nr3, -96] - Jedins återkomst
- [nr4, -96] - Dark Empire (1/3)
- [nr5, -96] - Dark Empire (2/3)
- [nr6, -96] - Dark Empire (3/3)

- [nr1, -97] - Dark Empire II (1/3)
- [nr2, -97] - Dark Empire II (2/3) (Boba Fett slår till)
- [nr3, -97] - Dark Empire II (3/3)
- [nr4, -97] - Shadows of the Empire (1/3)
- [nr5, -97] - Shadows of the Empire (2/3)
- [nr6, -97] - Shadows of the Empire (3/3)

- [nr1, -98] - Splinter of the mind's eye (1/2)
- [nr2, -98] - Splinter of the mind's eye (2/2)
- [nr3, -98] - Heir to the Empire (1/3)
- [nr4, -98] - Heir to the Empire (2/3)
- [nr5, -98] - Heir to the Empire (3/3)

- [nr1, -99] - Dark Force rising (1/3)
- [nr2, -99] - Dark Force rising (2/3)
- [nr3, -99] - Dark Force rising (3/3)
- [nr4, -99] - Episod I – Det mörka hotet
- [nr5, -99] - Episod I – Anakin Skywalker | Episod I – Obi-Wan Kenobi
- [nr6, -99] - Episod I – Drottning Amidala | Episod I – Qui-Gon Jinn

- [nr1, -00] - Livet, döden och den levande Kraften | Mara Jade: En natt på stan | Skippy, Jediroboten | Utrotning (1/2)
- [nr2, -00] - Utrotning (2/2) | Rutin | Incidenten vid Horn Station
- [nr3, -00] - Vader's Quest (1/2)
- [nr4, -00] - Vader's Quest (2/2)
- [nr5, -00] - Kapten Tarplas död | Lady Luck | Tre mot en galax
- [nr6, -00] - Moment of doubt | A Death Star is born | Sand blasted

- [nr1, -01] - Darth Maul (1/2)
- [nr2, -01] - Darth Maul (2/2)
- [nr3, -01] - Yaddle's tale: The one below | A summer's dream | Hoth | Lando's commands: On Eagles' Wings
- [nr4, -01] - Jedirådet
- [nr5, -01] - Thank the Maker | Qui-Gon & Obi-Wan – Last stand on Ord Mantell

- [nr1, -02] - Klonerna anfaller
- [nr2, -02] - Jedi quest

- [nr1, -03] - Empire – Betrayal
- [nr2, -03] - Republic – Sacrifice | Republic – The defense of Kamino | Republic – The new face of war

- [nr1, -05] - Republic – The battle of Jabiim | Republic – Enemy lines | Republic – Hate and fear
- [nr2, -05] - Episod III – Mörkrets hämnd | EmpireE – The savage heart | Empire – Target: Vader